# Malakoff

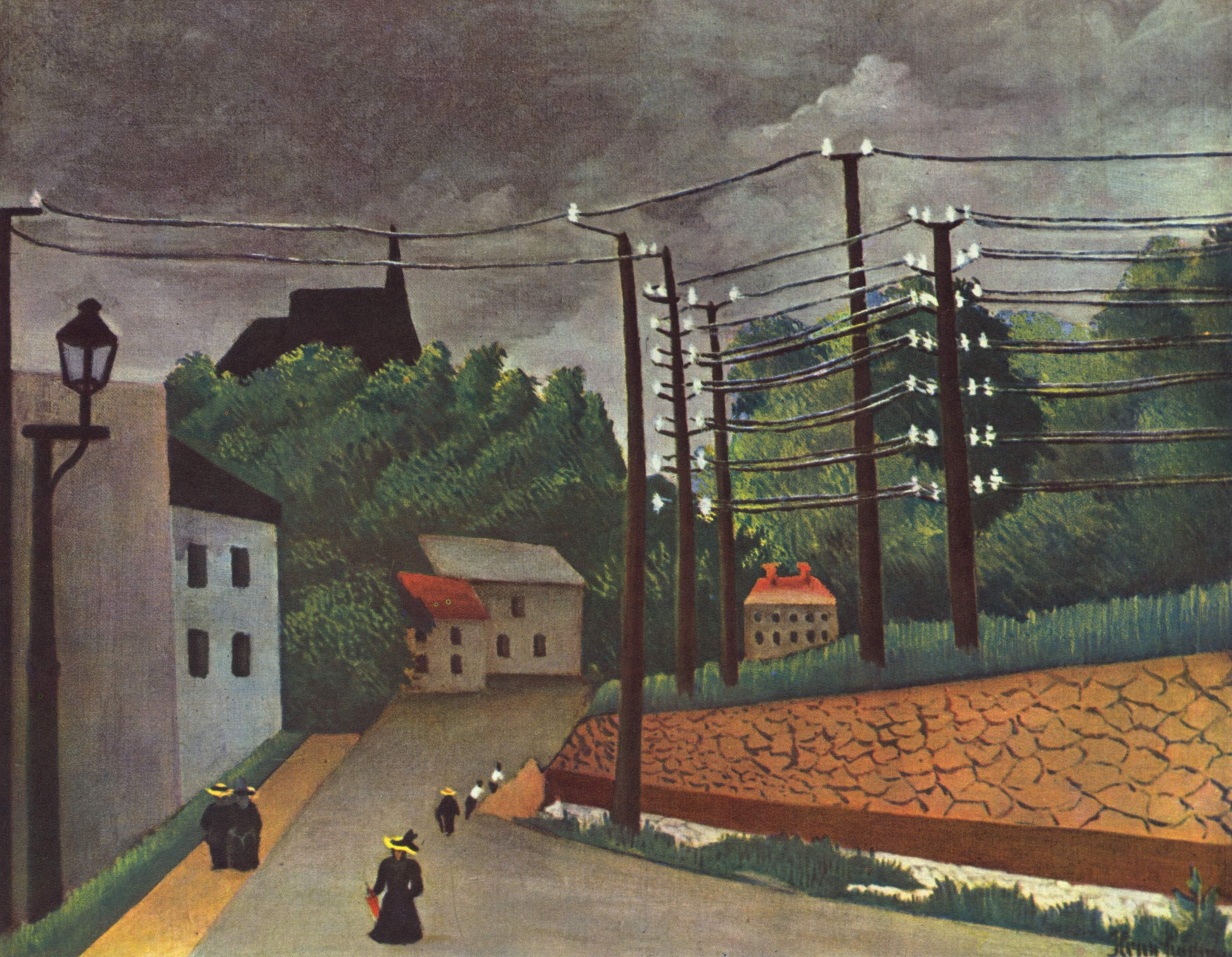
Malakoff von Henri Rousseau

Malakoff ist eine französische Gemeinde mit 30.183 Einwohnern (Stand 1. Januar 2022) im Département Hauts-de-Seine in der Region Île-de-France. Sie grenzt südlich an Paris. Die Einwohner werden Malakoffiots genannt.
Die nationale Statistikschule ENSAE hatte mehrere Jahrzehnte ihren Sitz in Malakoff. Die EUROCAE-Büros liegen hier.
Das französische Statistikamt Insee hatte seinen Hauptsitz seit 1975 in Malakoff, bis es 2018 ins benachbarte Montrouge umzog.

## Geschichte
Die Stadt Malakoff wurde am 8. November 1883 gebildet, indem ein Gebiet der Stadt Vanves abgetrennt wurde. Benannt wurde die Stadt nach dem General Aimable Pélissier, dem späteren Herzog von Malakoff. Dieser erhielt seinen Titel nach dem Fort Malakow (französisch: Malakoff) vor Sewastopol, das im Krimkrieg 1855 unter seinem Kommando erobert wurde.
| Bevölkerungsentwicklung | Bevölkerungsentwicklung | Bevölkerungsentwicklung | Bevölkerungsentwicklung | Bevölkerungsentwicklung | Bevölkerungsentwicklung | Bevölkerungsentwicklung | Bevölkerungsentwicklung |
| ----------------------- | ----------------------- | ----------------------- | ----------------------- | ----------------------- | ----------------------- | ----------------------- | ----------------------- |
| Jahr                    | 1962                    | 1968                    | 1975                    | 1982                    | 1990                    | 1999                    | 2009                    |
| Einwohner               | 33.603                  | 36.198                  | 34.121                  | 32.553                  | 30.959                  | 29.402                  | 30.988                  |

## Städtepartnerschaften
- Corsico in Italien (in der Umgebung Mailands), seit 1970

## Baudenkmäler
Siehe: Liste der Monuments historiques in Malakoff

## Verkehr
In Malakoff liegen zwei Stationen der Pariser Métrolinie 13, Malakoff – Plateau de Vanves und Malakoff – Rue Étienne Dolet.
Außerdem gibt es eine Station der Transilien-Linien Paris Montparnasse, Vanves–Malakoff, die allerdings schon auf dem Gebiet von Vanves, direkt an der Gemeindegrenze, liegt.

## Sport
Die Kommune verfügt über zwei größere Stadien, das Stade Marcel-Cerdan und das Stade Lénine. Größter Sportverein Malakoffs ist die Union Sportive Municipale, deren Fußballer in den 1970er Jahren sogar für eine Saison in der zweiten Division antraten.

## Persönlichkeiten
- Christian Boltanski (1944–2021), Künstler, lebte und arbeitete in Malakoff
- Léo Figuères (1918–2011), Politiker, war von 1965 bis 1996 Bürgermeister der Stadt
- Lucien Geay (1900–1976), Kolonialbeamter, in Malakoff geboren
- Lionel Malingre (* 1951), Sprinter, in Malakoff geboren
- Sam Szafran (1934–2019), Künstler, lebte und arbeitete in Malakoff
- Daniel J. White (1912–1997), Filmkomponist, in Malakoff geboren
- Malakoff Kowalski (geb. 1979 als Aram Pirmoradi), Musiker und Komponist